# Jan Cadieux
Jan-Philipp Cadieux (* 17. März 1980 in Davos) ist ein ehemaliger kanadisch-schweizerischer Eishockeyspieler und heutiger -trainer, der seit März 2025 als Cheftrainer der Schweizer U20-Nationalmannschaft der Herren unter Vertrag steht. Er absolvierte während seiner aktiven Karriere 651 Spiele in der höchsten Spielklasse der Schweiz. Sein Vater Paul-André war ebenfalls professioneller Eishockeyspieler.

## Karriere

### Als Spieler
Cadieux begann seine Karriere als Eishockeyspieler im Nachwuchs des Genève-Servette HC. 1998 wechselte er in die Ligue de hockey junior majeur du Québec, wo er zwei Saisons lang für den Océanic de Rimouski spielte. 2000 gewann Cadieux mit dem Team erst die Coupe du Président, kurz darauf den Memorial Cup. Zur Saison 2000/01 kehrte er zum HC Lugano in die Schweiz zurück. Dort blieb er drei Saisons lang und gewann 2003 den Schweizer Meistertitel mit den Luganesi. Das nächste Engagement folgte für seinen Jugendverein aus Genf. Bei Genève-Servette blieb Cadieux während acht Saisons. Zur Saison 2011/12 wurde er zu Fribourg-Gottéron transferiert. Nach zwei Saisons gab er 2013 im Alter von 33 Jahren seinen Rücktritt bekannt.

### Als Trainer
Seine Trainerkarriere begann Cadieux 2014 bei Fribourg-Gottéron, als Cheftrainer der Elite-Junioren. Nebenbei war er auch als Assistenztrainer der Schweizer U18- und U19-Junioren tätig. Zur Saison 2017/18 unterschrieb er einen Vertrag bei den HCB Ticino Rockets in der Swiss League. Er löste damit Luca Cereda als Cheftrainer ab. Im Mai 2019 unterzeichnete Cadieux einen Zweijahresvertrag bei Genève-Servette, um als Assistenztrainer von Patrick Émond zu amten. Im November 2021 wurde er nach der Entlassung von Émond zum Cheftrainer befördert. Cadieux führte die Genfer 2023 zum ersten Schweizer Meistertitel der Vereinsgeschichte. Von seinen ersten 100 Spielen mit der Mannschaft gewann er 67. Nach über drei Jahren als Headcoach der ersten Mannschaft des GSHC wurde Cadieux zum Jahresende 2024 seines Amtes enthoben und durch die beiden bisherigen Assistenztrainer Rikard Franzén und Yorick Treille ersetzt. Die Sportliche Führung nannte „ungenügende Resultate“ als Grund für die Freistellung.
Im März 2025 wurde Cadieux zum Cheftrainer der Schweizer U20-Nationalmannschaft ernannt. Zudem gehört er fortan auch dem erweiterten Trainerstab der Schweizer Nationalmannschaft der Herren an.

## Erfolge und Auszeichnungen
- 2000 Coupe-du-Président-Gewinn mit den Océanic de Rimouski
- 2000 Memorial-Cup-Gewinn mit den Océanic de Rimouski
- 2003 Schweizer Meister mit dem HC Lugano
- 2023 Schweizer Meister mit dem Genève-Servette HC (als Cheftrainer)
- 2024 Champions-Hockey-League-Gewinn mit dem Genève-Servette HC (als Cheftrainer)

## Karrierestatistik
(Legende zur Spielerstatistik: Sp oder GP = absolvierte Spiele; T oder G = erzielte Tore; V oder A = erzielte Assists; Pkt oder Pts = erzielte Scorerpunkte; SM oder PIM = erhaltene Strafminuten; +/− = Plus/Minus-Bilanz; PP = erzielte Überzahltore; SH = erzielte Unterzahltore; GW = erzielte Siegtore; 1 Play-downs/Relegation; Kursiv: Statistik nicht vollständig)